# Giovanni Venditto
Giovanni Venditto (Marigliano, 26 gennaio 1916 – 1974) è stato un calciatore italiano che ha giocato come attaccante nelle file del Napoli.

## Carriera
Dopo dieci anni passati nel Napoli, con 174 presenze e 27 gol, passa al Benevento, per poi chiudere la carriera nel Catanzaro.

## Statistiche

### Presenze e reti nei club
| Stagione  | Squadra   | Campionato | Campionato | Campionato |
| Stagione  | Squadra   | Comp       | Pres       | Reti       |
| --------- | --------- | ---------- | ---------- | ---------- |
| 1933-1934 | Napoli    | A          | 1          | 0          |
| 1934-1935 | Napoli    | A          | 5          | 0          |
| 1935-1936 | Napoli    | A          | 30         | 6          |
| 1936-1937 | Napoli    | A          | 29         | 4          |
| 1937-1938 | Napoli    | A          | 23         | 6          |
| 1938-1939 | Napoli    | A          | 28         | 3          |
| 1939-1940 | Napoli    | A          | 25         | 3          |
| 1940-1941 | Napoli    | A          | 0          | 0          |
| 1941-1942 | Napoli    | A          | 10         | 3          |
| 1942-1943 | Napoli    | B          | 23         | 2          |
| 1945-1946 | Benevento | C          | ?          | ?          |
| 1946-1947 | Catanzaro | B          | ?          | ?          |